# Tironina
Tironina é a forma deiodada da tiroxina.